# Индийская летучая лисица
Индийская летучая лисица (лат. Pteropus medius, ранее Pteropus giganteus) — растительноядное рукокрылое из рода летучих лисиц семейства крылановых. Принадлежит к одному из 170 видов крыланов, называемых также летучими собаками.
Как и многие другие рукокрылые, этот вид активен в ночное время и образует колонии. Продолжительность жизни достигает 15 лет.

## Описание

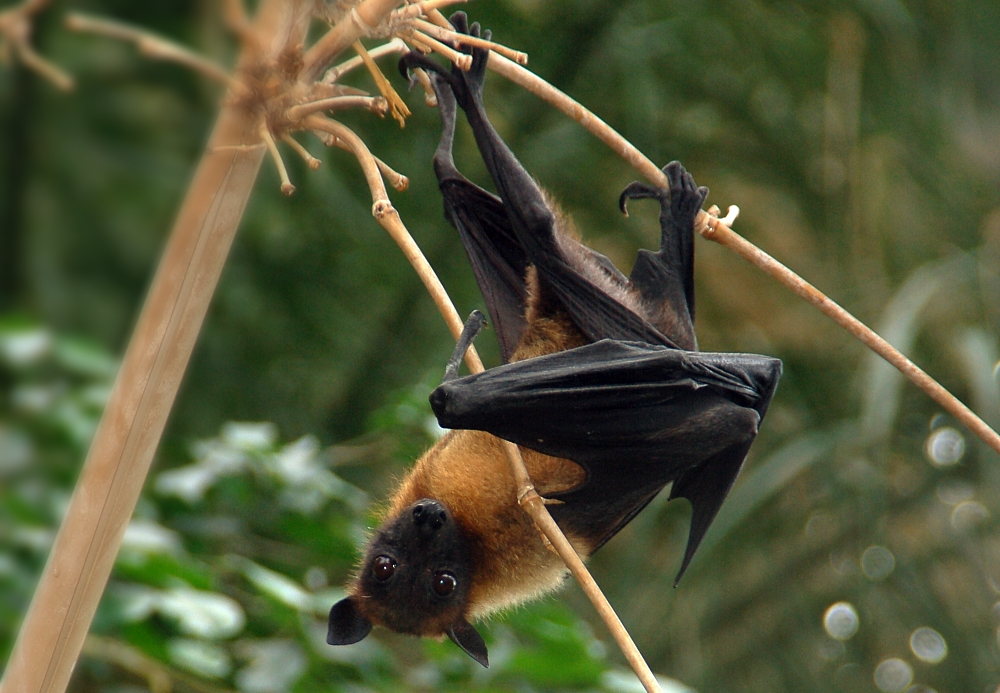
Индийская летучая лисица

Голова индийской летучей лисицы напоминает собачью, а тело покрыто рыжеватой шерстью. Длина тела около 30 см. Размах крыльев достигает 130 см. Масса тела у самцов 1300—1600г, у самок около 900 г.
У них относительно большие глаза, напоминающие глаза обезьян, ведущих ночной образ жизни. Эти лисицы летают в основном ночью, но эхолокационной системы не имеют , полагаясь главным образом на исключительно хорошее ночное зрение. Слух также очень хорошо развит. Самка индийской летучей лисицы узнает своего детеныша по голосу.
Крылья значительно больше и шире, чем у насекомоядных сородичей, приспособлены к быстрому полету. Лисицы закутывают тело в кожистые перепонки как в одеяло.
На задних лапах по 5 пальцев с длинными когтями, хорошо приспособленных для цепляния за ветки и подношения больших фруктов во время еды. Индийская летучая лисица может висеть как на обеих, так и только на одной лапе. В полёте лапы выпрямляются для натягивания кожистых перепонок.
Индийские летучие лисицы хорошо плавают. Их часто можно видеть переплывающими реку. При температуре воздуха 37 °C они облизывают грудь, брюхо и перепонки для того, чтобы остудиться, так как теплоотдача смоченного слюной тела возрастает.

## Среда обитания

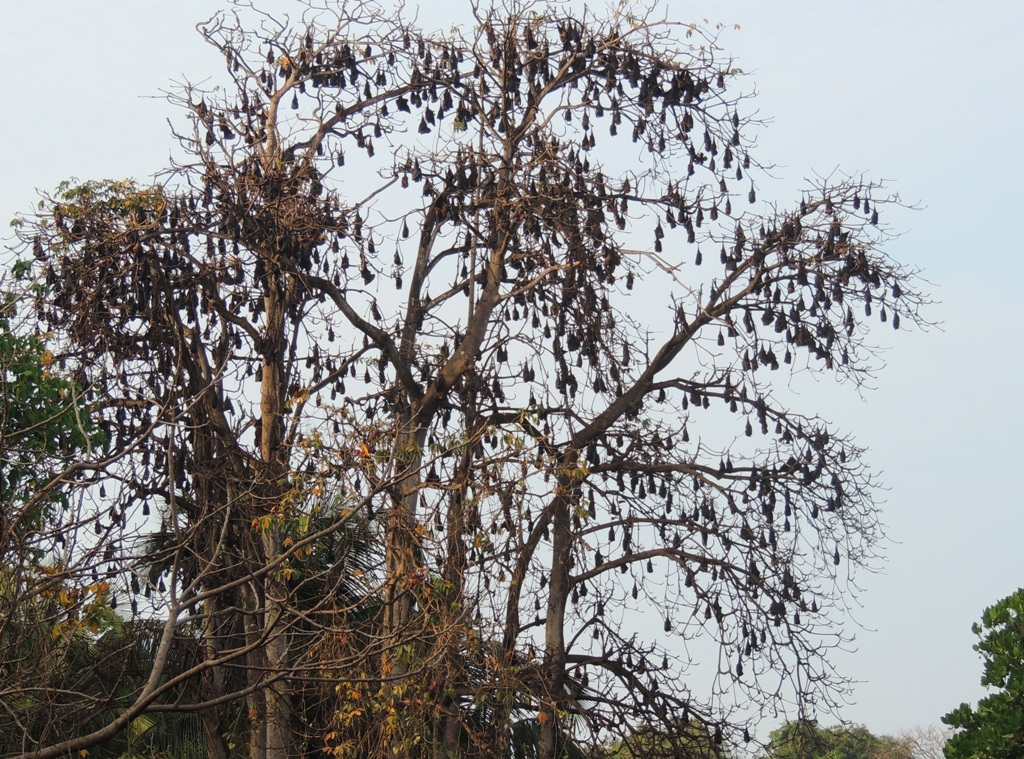
Колония индийских летучих лисиц

Ареал индийских летучих лисиц охватывает весь полуостров Индостан: от Мальдивских островов в Индийском океане через Пакистан, Индию, Непал, Шри-Ланку до Бирмы. Обитают они в тропических дождевых лесах и на болотах, предпочитая побережье. Во внутренней части континента селятся вблизи больших водоемов.
На днёвках летучие лисицы висят головой вниз в кронах старых деревьев. На одном и том же дереве они живут в течение долгих лет. Места их отдыха отличаются характерным мускусным запахом, а также непрерывным шумом активно общающейся колонии. В больших колониях может насчитываться до тысячи особей. В распределении мест для ночёвок животные придерживаются строго установленного порядка, преимущество имеют взрослые самцы, которые выбирают лучшие места. Обычно летучие лисицы занимают нижние ветви сейбы и дуриана.
Лисицы опыляют растения и разносят их семена.

## Питание
С наступлением сумерек летучие лисицы начинают проявлять беспокойство, затем одновременно вся стая поднимается в воздух и двигается к месту кормежки. От места днёвки оно нередко удалено более чем на 50 км. В темноте летучие лисицы не пользуются эхолокацией, а полагаются на своё обоняние и зрение.
Пищей им служат манго, гуайява, бананы и другие фрукты, которые разгрызаются и измельчаются большими плоскими коренными зубами. Сладкий фруктовый сок летучие лисицы высасывают, а мякоть и семена выплевывают. Мягкие фрукты они едят целиком. Лисицы также с удовольствием поедают цветочную пыльцу и нектар. В тропических джунглях различные растения цветут в разное время, поэтому фрукты здесь созревают круглый год. Кроме того, для получения минеральных веществ индийские летучие лисицы пьют морскую воду.
В поисках пищи летучая лисица руководствуется обонянием. В местах, бедных пищей, колония разделяется и полностью объедает даже те деревья, которые находятся на труднодоступных участках. Летучие лисицы наносят большой урон садам и огородам. Они часто наведываются в виноградники, при этом выбирают сладкие, зрелые ягоды. Насытившись, они некоторое время отдыхают, переваривая пищу, затем возвращаются на своё дерево.

## Жизненный цикл
Брачный период у индийской летучей лисицы длится с июля по январь. После недолгого ухаживания животные спариваются на тех деревьях, где обычно отдыхают. Каждый раз самец спаривается с новой самкой из находящихся поблизости.
Сексуальная активность достигает пика с семи до десяти часов утра. Висящий на ветке возбуждённый самец, взмахивая крыльями и прикасаясь к ближайшей самке, подвигается к ней; самка двигается прочь до тех пор, пока самец не догонит её и не приступит к куннилингусу. Этот процесс подготавливает самку к дальнейшему половому акту и может иметь также значение конкуренции между самцами: предполагается, что текущий партнёр может во время вылизывания удалить из половых органов самки семя предыдущих партнёров. Предварительные оральные ласки длятся около 50 секунд, а затем начинается половой акт продолжительностью около 15 секунд. Чем дольше предварительный куннилингус, тем дольше и само соитие. После него самец снова, теперь уже в течение двух минут, вылизывает половые органы самки, а затем пара расходится. Значение посткоитального куннилингуса остаётся неизвестным, так как самец рискует удалить и собственные сперматозоиды.
Примерно через 5 месяцев (около 150 дней) на свет появляется один детеныш. Маленькая летучая лисица обычно рождается днем. Новорожденные необычайно подвижны. Они рождаются без зубов, с густой шерстью на спинке, голым животиком и развитыми коготками. Их масса составляет около 250 г. Мать сама выкармливает детёныша и заботится о нём. Самец в воспитании потомства не участвует. Маленькая летучая лисица взбирается на грудь к матери и первую неделю жизни вместе с ней летает на места кормёжки. Однако детеныш очень скоро становится слишком тяжёлым, и мать, улетающая на поиски пищи, оставляет его одного. Самка кормит детеныша молоком в течение 5 месяцев. Однако он остаётся с матерью до достижения восьмимесячного возраста. В год детёныш уже совершенно самостоятелен, но половозрелым он становится обычно только в возрасте 2 лет.

## Летучая лисица и человек
Прежде индийские летучие лисицы питались только дикими фруктами, а сейчас они всё чаще наведываются на культурные плантации, вступая при этом в конфликт с человеком. Владельцы полей нередко в целях защиты урожая опрыскивают фрукты отравляющими веществами. В некоторых районах Пакистана жир этой летучей лисицы используется в народной медицине, поэтому там на неё ведётся интенсивная охота. Живущие на островах виды находятся в большей опасности. В течение последних 50 лет на многих небольших островах почти полностью были вырублены деревья, что стало причиной вымирания летучих лисиц. В некоторых местах мясо летучих лисиц считается деликатесом, поэтому на них ведётся непрекращающаяся охота.

## Подвиды
- Pteropus giganteus giganteus
- Pteropus giganteus ariel
- Pteropus giganteus chinghaiensis
- Pteropus giganteus leucocephalus